# Dakota Kai
 (juin 2021).
Cheree Crowley (née le 6 mai 1988 à Auckland) est une catcheuse (lutteuse professionnelle) néo-zélandaise, d’ascendance samoane et irlandaise. Elle travaille actuellement à la World Wrestling Entertainment, dans la division Raw, sous le nom de Dakota Kai.
Elle a également travaillé sur le circuit Indépendant, sous le nom d'Evie.

## Jeunesse
Elle est d'origine samoane et irlandaise. Elle fait de l'athlétisme et du cross-country.

## Carrière

### Des débuts en Nouvelle-Zélande et en Australie (2007-2016)
Cheree Crowley s'entraîne pour devenir catcheuse à l'école de catch de l'Impact Pro Wrestling New Zealand (IPW). Elle y fait ses débuts en décembre 2007 sous le nom d'Evie. En fin d'année 2009, les internautes du site New Zealand's Pro Wrestling News lui remettent le prix de la meilleure catcheuse. Elle incarne alors une cheerleader. Elle abandonne ce gimmick en mai 2010.
En septembre 2011, elle fait ses débuts  en Australie à la Pro Wrestling Alliance Australia (PWA Australie). En août 2012, Evie est devenue la première championne féminine d'Impact Pro Wrestling NZ, en battant Britenay et Megan-Kate lors d'un match à triple menace. Une semaine plus tard, elle remporte le championnat intérimaire PWWA en battant Jessie McKay en finale. Elle a conservé le titre lors de sa première défense contre Kellie Skater le 6 octobre.
Après le retour de l'Impact Pro Wrestling quelques mois après le pliage mi-2013, tous les détenteurs précédents du titre ont été dépouillés de leurs championnats. Evie remporte le championnat féminin IPW en décembre 2013 et s'aligne sur une nouvelle faction heel se faisant appelée The Investment.
Evie commence l'année 2014 au Japon en travaillant sur un contrat de trois mois qui lui avait été attribué par le biais de Pro Wrestling Zero1. Elle est la première femme à recevoir un tel contrat. Elle lutte pour la promotion Diana. Pendant son séjour, Evie a également fait équipe avec Madison Eagles dans un match perdu contre Global Green Gangsters (Kellie Skater et Tomoka Nakagawa) pour le Shimmer Tag Team Championship dans le cadre du spectacle Joshi4Hope.

### Promotions américaines indépendantes (2013-2016)

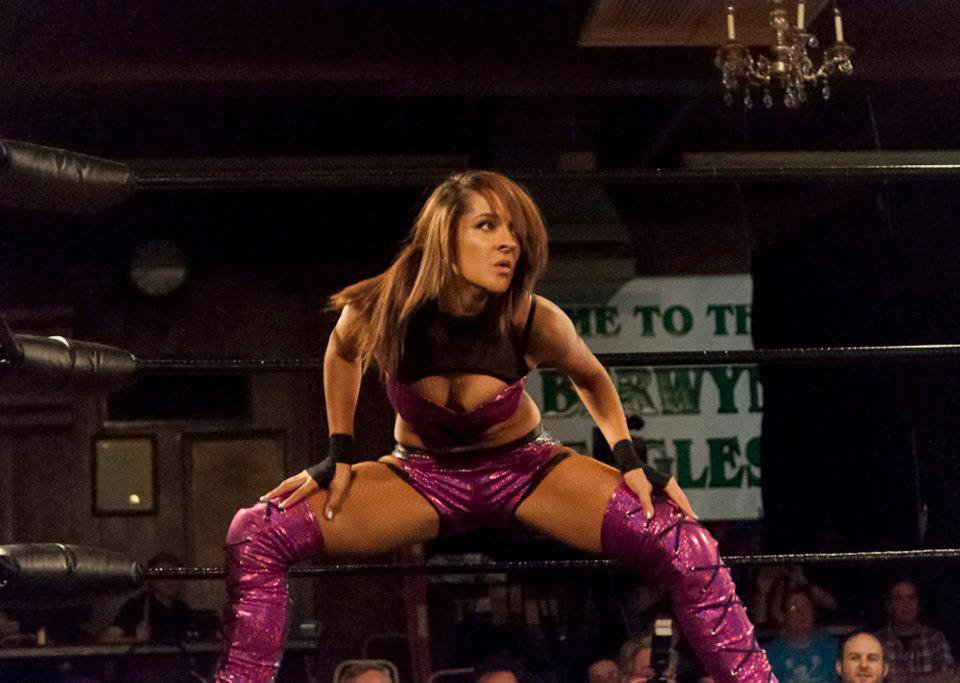
Evie luttant à la Shimmer Women Athletes en avril 2013.

Evie fait ses débuts pour la promotion américaine 100% féminine Shimmer Women Athletes lors du show volume 53 le 6 avril 2013, en participant à un match à cinq qu'elle perd contre Christina Von Eerie et incluant Yuu Yamagata, Kalamity et Rhia O'Reilly. Lors de volume 54, Evie bat Kimber Lee pour remporter sa première victoire dans la promotion, mais elle est battue par Mia Yim le lendemain lors de volume 56. Elle perd contre Hikaru Shida au Shimmer volume 62 en avril 2014. Lors de volumes 63 et 64, Evie a défait respectivement Rhia O'Reilly et Nicole Matthews.
Le 19 avril 2013, Evie fait ses débuts pour la fédération Shine Wrestling à Shine 9, dans un match qu'elle perd contre Mercedes Martinez. Au Shine 18 iPPV le 20 avril 2014, Evie et Skater perdent face aux championnes en titre, les Lucha Sisters (Leva Bates et Mia Yim) pour le Shine Tag Team Championship.

### World Wonder Ring Stardom(2015-2016)
Le 6 décembre 2015, Evie fait ses débuts dans la promotion japonaise Stardom. Lors de son premier match, elle remporte le Artist of Stardom Championship laisser vacant aux côtés de Hiroyo Matsumoto et Kellie Skater. Ils perdent le titre contre Io Shirai, Kairi Hojo et Mayu Iwatani lors de leur troisième défense le 28 février 2016.

### World Wrestling Entertainment(2015-2025)

#### Premières apparitions et Mae Young Classic (2015-2017)
Sous le nom de ring Evie, Crowley est apparu dans l'épisode de NXT du 14 octobre 2015, s'inclinant face à Nia Jax qui faisait ces débuts. Le 15 décembre 2016, Crowley signe un contrat avec la WWE, et quelques mois plus tard, elle est annoncée comme l'une des participantes au Mae Young Classic sous le nom de ring Dakota Kai. Kai  entre dans le tournoi le 13 juillet, battant Kavita Devi au premier tour et Rhea Ripley au second tour, avant d'être éliminé en quarts de finale par Kairi Sane.

#### NXTet renvoi (2017-2022)

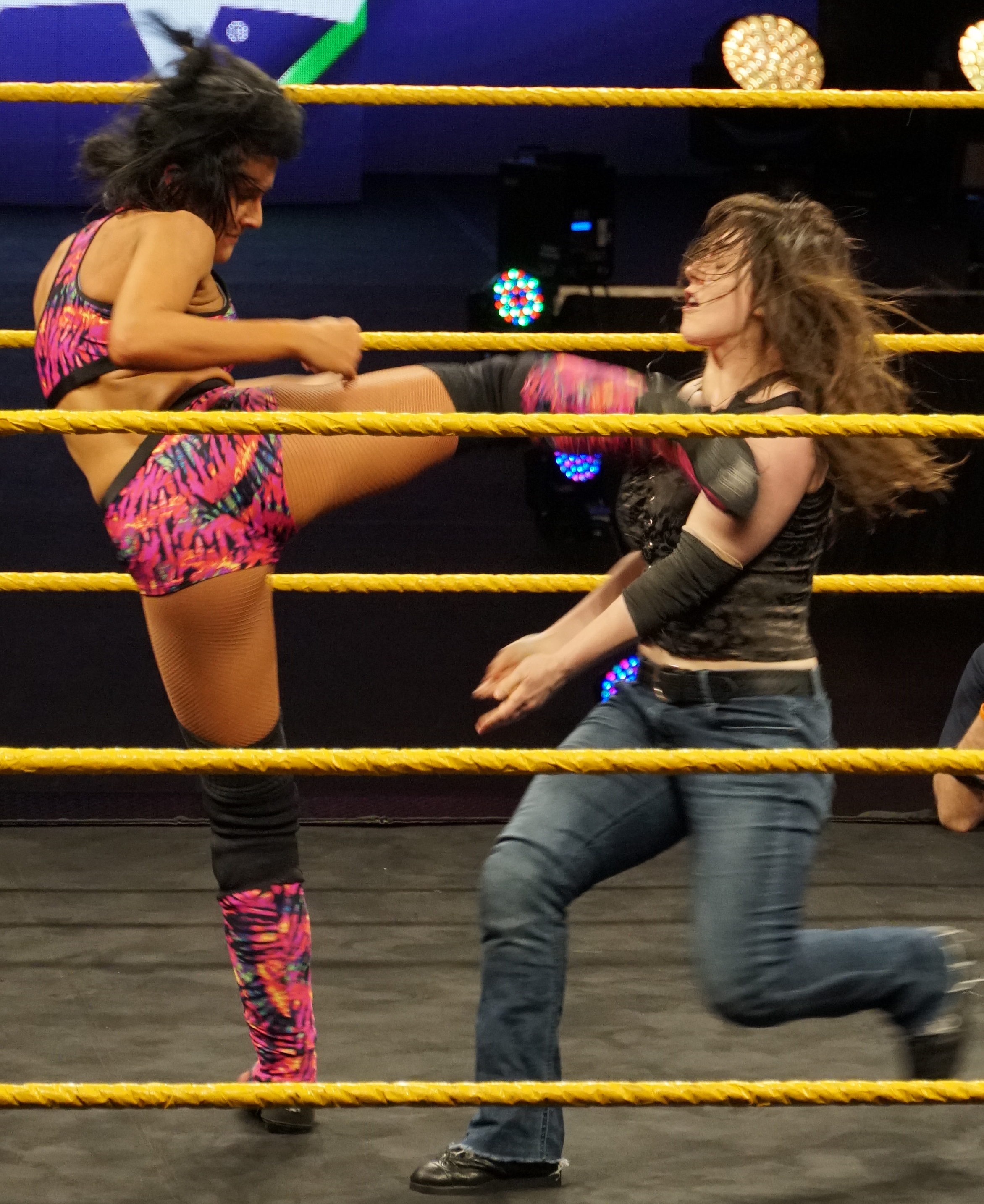
Kai pendant son match face à Nikki Cross lors du WrestleMania Axxess tournament qu'elle remporte début 2018.

Le 25 octobre 2017 à NXT, elle fait ses débuts dans le show jaune, où elle participe à une Qualifying Battle Royal pour le titre féminin de la NXT, mais se fait éliminer par Sage Beckett[réf. nécessaire].
Le 14 mars 2018 à NXT, elle dispute son premier match et bat Lacey Evans[réf. nécessaire].
Le 8 avril lors du pré-show à WrestleMania 34, elle ne remporte pas la première Women's Battle Royal, gagnée par Naomi. Le lendemain à WrestleMania Axxess, elle ne remporte pas le titre féminin de la NXT, battue par Shayna Baszler.
Le 28 octobre lors du pré-show à Evolution, elle ne remporte pas le titre féminin de la NXT UK, battue par Rhea Ripley. Le 7 novembre à NXT UK, elle fait sa première apparition, mais perd face à Toni Storm. Après le combat, les deux femmes se serrent la main, mais elle se fait ensuite attaquer par Jinny[réf. nécessaire]. Le 17 novembre à NXT TakeOver: WarGames II, Io Shirai et elle interviennent, pendant le 2 Out of 3 Falls Match entre Shayna Baszler et Kairi Sane pour le titre féminin de la NXT, en attaquant Jessamyn Duke et Marina Shafir, mais ne peuvent empêcher la première de conserver son titre en battant la seconde. Le 7 décembre lors d'un Live Event de la NXT, alors qu'elle combattait aux côtés de Candice LeRae et Kairi Sane face à Jessadym Duke, Marina Shafir et Shayna Baszler dans un 6-Woman Tag Team match, elle souffre d'une déchirure du ligament cruciforme antérieur, et doit s'absenter entre 6 et 10 mois.
Le 25 septembre 2019 à NXT, elle fait son retour de blessure, après neuf mois et demi d'absence, puis bat Taynara[réf. nécessaire].
Le 23 novembre à NXT TakeOver: WarGames, Rhea Ripley, Candice LeRae, Tegan Nox et elle battent Shayna Baszler, Io Shirai, Bianca Belair et Kay Lee Ray dans le tout premier WarGames Match féminin. Après le combat, elle attaque la Galloise.
Le 26 janvier 2020 au Royal Rumble, elle entre dans le Royal Rumble féminin en 15e position, mais se fait éliminer par Chelsea Green[réf. nécessaire]. Le 16 février à NXT TakeOver: Portland, elle bat Tegan Nox dans un Street Fight Match[réf. nécessaire].
Le 7 juin à NXT TakeOver: In Your House, Candice LeRae, Raquel González et elle perdent face à Mia Yim, Tegan Nox et Shotzi Blackheart dans un 6-Woman Tag Team Match[réf. nécessaire].
Le 22 août à NXT TakeOver: XXX, elle ne remporte pas le titre féminin de la NXT, battue par Io Shirai[réf. nécessaire].
Le 6 décembre à NXT TakeOver: WarGames, l'équipe Candice (Candice LeRae, Raquel González, Toni Storm et elle) bat celle de Shotzi (Shotzi Blackheart, Ember Moon, Io Shirai et Rhea Ripley) dans un WarGames Match[réf. nécessaire].
Le 14 février 2021 à NXT TakeOver: Vengeance Day, Raquel González et elle remportent le tournoi Dusty Rhodes Tag Team Classic en battant Ember Moon et Shotzi Blackheart en finale[réf. nécessaire].
Le 27 juillet à NXT, elle attaque sa partenaire dans le dos avec un Running Kick. Le 22 août à NXT TakeOver: 36, elle ne remporte pas le titre féminin de la NXT, battue par son ancienne équipière dans un Ladder Match[réf. nécessaire].
Le 5 décembre à NXT TakeOver: WarGames, Toxic Attraction (Mandy Rose, Gigi Dolin et Jacy Jane) et elle perdent face à Cora Jade, Io Shirai, Raquel González et Kay Lee Ray dans un WarGames Match[réf. nécessaire].
Le 30 mars 2022 à NXT, elle se rallie à Raquel González, et les deux femmes défient Toxic Attraction dans un match pour les titres féminins par équipe de la NXT à NXT TakeOver: Stand & Deliver[réf. nécessaire].
Le 2 avril lors du pré-show à NXT TakeOver: Stand & Deliver, elles deviennent les nouvelles championnes par équipe de la NXT en battant Toxic Attraction, remportant les titres pour la seconde et première fois. Trois soirs plus tard à NXT, elles perdent le match revanche face à ses mêmes adversaires, ne conservant pas leurs titres[réf. nécessaire]. Le 30 avril, elle est renvoyée par la compagnie.

#### Retour, Damage CTRL et double championne par équipes de la WWE avec IYO SKY (2022-2024)
Le 30 juillet à SummerSlam, elle fait son retour dans la compagnie en accompagnant Bayley, revenue de blessure après un an d'absence, et IYO SKY. Les trois femmes confrontent la championne de Raw, Bianca Belair, soutenue par Becky Lynch. Le 29 août à Raw, IYO SKY et elle ne remportent pas les titres féminins par équipes de la WWE, battues par Aliyah et Raquel Rodriguez en finale du tournoi[réf. nécessaire]. Le 3 septembre à Clash at the Castle, Bayley, IYO SKY et elle battent Bianca Belair, Alexa Bliss et Asuka dans un 6-Woman Tag Team match. Neuf jours plus tard à Raw, la Japonaise et elle deviennent les nouvelles championnes par équipes de la WWE en prenant leur revanche sur ses mêmes adversaires, qui les avaient battues quatorze jours auparavant et remportent les titres pour la première fois de leurs carrières et leurs premier titres dans le roster principal[réf. nécessaire].
Le 31 octobre à Raw, le trio féminin attaque la championne de Raw après sa victoire sur Nikki Cross, mais Alexa Bliss et Asuka viennent à la rescousse de la première. Plus tard dans la soirée, IYO SKY et elle ne conservent pas leurs ceintures, battues par The Goddess et The Empress of Tomorrow[réf. nécessaire]. Cinq soirs plus tard à Crown Jewel, elles redeviennent championnes par équipe de la WWE, pour la seconde fois, en prenant leur revanche sur leurs mêmes adversaires, aidées par une intervention extérieure de Nikki Cross[réf. nécessaire]. Le 26 novembre aux Survivor Series: WarGames, Nikki Cross, Rhea Ripley, ses deux partenaires et elle perdent face à Alexa Bliss, Asuka, Mia Yim, Becky Lynch et Bianca Belair dans un Women's WarGames match[réf. nécessaire].
Le 28 janvier 2023 au Royal Rumble, elle entre dans le Royal Rumble match féminin en 9e position, élimine Dana Brooke, Roxanne Perez, Shayna Baszler, Natalya (avec l'aide de ses deux équipières) et Emma, avant d'être elle-même éliminée par Becky Lynch[réf. nécessaire]. Le 27 février à Raw, IYO SKY et elle ne conservent pas leurs ceintures, battues par The Man et Lita[réf. nécessaire].
Le 1er avril à WrestleMania 39, les trois femmes perdent face à Becky Lynch, Trish Stratus et Lita dans un 6-Women Tag Team match[réf. nécessaire]. Le 28 avril à SmackDown, lors du Draft, elles sont annoncées être officiellement transférées au show bleu par Shawn Michaels[réf. nécessaire]. Le 22 mai, il est annoncé qu'elle souffre d'une déchirure du ligament du genou, survenue il y a trois soirs à SmackDown, va devoir subir une intervention chirurgicale et s'absenter pour une durée indéterminée.
Le 1er mars 2024 à SmackDown, elle fait son retour de blessure après 9 mois et demi d'absence aux côtés de Bayley, mais le combat contre les Kabuki Warriors se termine en match nul, car elle se retourne également contre son ancienne leader et prend le commandement du clan.
Le 6 avril à WrestleMania XL, Asuka, Kairi Sane et elle perdent face à Bianca Belair, Naomi et Jade Cargill dans un 6-Women Tag Team match.

#### Draft àRaw(2024-2025)
Le 29 avril à Raw, lors du Draft, le quartet est annoncé être officiellement transféré au show rouge par Stephanie McMahon. 
Le 29 juillet à Raw, les trois catcheuses du clan attaquent Pure Fusion Collective (Sonya Deville, Shayna Baszler et Zoey Stark). Le 13 août, elle souffre d'une blessure au genou et doit s'absenter entre 8 et 10 semaines. 
Le 11 novembre à Raw, elle fait son retour de blessure, retrouve ses deux partenaires et ensemble, les trois catcheuses battent Pure Fusion Collective dans un 6-Women Tag Team match.
Le 3 mai 2025, Dakota Kai a été licenciée de la WWE.

## Autres médias
En septembre 2009, Evie a joué dans le clip Sweet December du groupe d'Auckland These Four Walls[réf. nécessaire]. En avril 2013, 20/20 a diffusé une story/documentaire qui a suivi Evie lors de sa première tournée aux États-Unis. Également cet été-là, elle a également été présentée dans l'émission sportive de la télévision maorie Code.
Elle fait sa première apparition dans un jeu vidéo, sur WWE 2K19 en tant que personnage téléchargeable dans un DLC.

## Vie privée
Sa mère est originaire du village de Lepea sur l'île d'Upolu aux Samoa. Elle a deux frères et sœurs plus jeunes, sa sœur Nyrene est une artiste en arts martiaux mixtes et son frère Earl est un DJ en Nouvelle-Zélande. Son grand-père Pat Crowley a représenté la Nouvelle-Zélande en tant que membre des All Blacks en 1949 et 1950.
Elle est actuellement en couple avec le catcheur de NXT, Eddy Thorpe.

## Palmarès
- Pro Wrestling Women's Alliance
  - PWWA Interim Title Tournament (2012)[36]
  - 1 fois PWWA Championne
  - 1 fois championne Interim

- Impact Pro Wrestling
  - 3 fois IPW Women's Championship

- Pro Wrestling Illustrated
  - Classée 21e place des 50 meilleures lutteuses du PWI Women's 50 en 2016[37]

- Shimmer Women Athletes
  - 1 fois championne par équipe Shimmer - avec Heidi Lovelace[38]

- World Wonder Ring Stardom
  - 1 fois championne Artist of Stardom - avec Hiroyo Matsumoto et Kellie Skater

- World Wrestling Entertainment
  - NXT Women's Championship Invitational (2018)
  - Gagnante du Dusty Rhodes Tag Team Classic (2021) - avec Raquel Gonzalez
  - 2 fois championne par équipes de NXT - avec Raquel Gonzalez (première et règne le plus court)
  - 2 fois championne par équipes de la WWE - avec IYO SKY

## Récompenses des magazines
- Pro Wrestling Illustrated

| Année | 2015 | 2016 | 2017 | 2018 | 2019        | 2020 | 2021 | 2022 |
| ----- | ---- | ---- | ---- | ---- | ----------- | ---- | ---- | ---- |
| Rang  | 40   | 21   | 31   | 30   | Non classée | 24   | 48   | 119  |